# Jiří Grund
Jiří Grund (* 12. června 1936) je bývalý český fotbalista, který nastupoval jako záložník nebo útočník.

## Hráčská kariéra
V československé lize hrál za Duklu Pardubice a Slovan/Sklo Union Teplice, vstřelil jedenáct prvoligových branek. Nastupoval také ve II. lize za Kovostroj Děčín.

### Prvoligová bilance
| Ročník          | Zápasy | Góly | Minuty | Klub               |
| --------------- | ------ | ---- | ------ | ------------------ |
| I. liga 1957/58 | 19     | 3    | 1 710  | Dukla Pardubice    |
| I. liga 1958/59 | 2      | 0    | 180    | Dukla Pardubice    |
| I. liga 1964/65 | 22     | 4    | 1 898  | Slovan Teplice     |
| I. liga 1965/66 | 23     | 4    | 2 070  | Sklo Union Teplice |
| I. liga 1966/67 | 7      | 0    | 630    | Sklo Union Teplice |
| CELKEM I. LIGA  | 73     | 11   | 6488   |                    |